# Liste der Monuments historiques in Le Bouchon-sur-Saulx
Die Liste der Monuments historiques in Le Bouchon-sur-Saulx führt die Monuments historiques in der französischen Gemeinde Le Bouchon-sur-Saulx auf.

## Liste der Objekte
| Bezeichnung                        | Beschreibung                                   | Standort                     | Kennzeichnung | Schutzstatus | Datum | Bild |
| ---------------------------------- | ---------------------------------------------- | ---------------------------- | ------------- | ------------ | ----- | ---- |
| Gemälde Notre-Dame des Vertus      | Ölfarbe auf Leinwand, 18. Jahrhundert          | in der Kirche St-Evre (Lage) | PM55001615    | Inscrit      | 2001  |      |
| Skulptur Heiliger Eligius          | Stein, farbig gefasst, 18. Jahrhundert         | in der Kirche St-Evre (Lage) | PM55001613    | Inscrit      | 2001  |      |
| Skulptur Heiliger Aper             | Stein, farbig gefasst, 18. Jahrhundert         | in der Kirche St-Evre (Lage) | PM55001614    | Inscrit      | 2001  |      |
| Skulptur Sitzende Madonna mit Kind | Holz, farbig gefasst, 13. oder 14. Jahrhundert | in der Kirche St-Evre (Lage) | PM55001612    | Inscrit      | 1987  |      |